# Jay Sweet
Jay Sweet (Adelaide, 11 augustus 1975) is een voormalig Australische wielrenner.

## Erelijst
1994
- 9e etappe Commonwealth Bank Classic

1996
- 1e etappe Commonwealth Bank Classic
- 10e etappe Commonwealth Bank Classic
- 1e etappe Postgirot Open
- 6e etappe Postgirot Open
- 2e etappe Tour de l'Avenir
- 7e etappe Jayco Bay Cycling Classic
- 1e etappe Ronde van Langkawi
- 10e etappe Ronde van Langkawi
- Australisch kampioenschap op de weg, Elite

1997
- 1e etappe Commonwealth Bank Classic
- 8e etappe Commonwealth Bank Classic
- 9e etappe Commonwealth Bank Classic
- 10e etappe Commonwealth Bank Classic
- 15e etappe Commonwealth Bank Classic
- 1e etappe Ronde van Japan
- 6e etappe Ronde van Japan
- 5e etappe Jayco Bay Cycling Classic

1998
- 10e etappe Commonwealth Bank Classic
- 3e etappe Prudential Tour
- 8e etappe Prudential Tour
- 3e etappe Tour de l'Avenir
- Commonwealth Games, individuele wedstrijd

1999
- 2e etappe deel a Ronde van Picardië

2000
- 2e etappe Ronde van Normandië
- 3e etappe Circuit Franco-Belge

2001
- 1e etappe Ronde van Rhodos
- 2e etappe Ronde van Rhodos
- 8e etappe Circuito Montañés
- 3e etappe Tour de L'Ain/Prix de l'Amitié
- 8e etappe Herald Sun Tour

2002
- 2e etappe McLane Pacific Classic

## Grote rondes
Eindklasseringen in grote rondes, met tussen haakjes het aantal etappeoverwinningen.
| Jaar | Ronde van Italië | Ronde van Frankrijk | Ronde van Spanje |
| ---- | ---------------- | ------------------- | ---------------- |
| 1999 |                  | opgave              |                  |

## Ploegen
- 1997-ZVVZ-Giant-AIS
- 1998-BigMat-Auber '93
- 1999-BigMat-Auber '93
- 2000-BigMat-Auber '93
- 2001-BigMat-Auber '93
- 2002-Saturn Cycling Team
- 2003-MBK-Oktos